# 唐继尧故居
唐继尧故居，位于中国云南省曲靖市会泽县古城街道丰乐社区三道巷39号，是一处典型的封闭式四合院民居建筑群落，为民国时期滇系军阀的创始人唐继尧的故居。
故居建筑始建于清代中晚期，坐南朝北，总占地面积850.1平方米，建筑面积410.1平方米，系硬山顶穿斗式结构，属三进院落，由北向南依次为前院正房、对厅、书房，后院仓房、厨房等房屋十四间。唐继尧在此生活了15年。现辟为唐继尧故居博物馆，陈列有唐继尧生平事迹照片、图书等资料。
唐继尧故居于1995年公布为会泽县重点文物保护单位，2002年被公布为第一批曲靖市文物保护单位，2003年被公布为第六批云南省文物保护单位。